# Confédération Mondiale des Sports de Boules
Die Confédération Mondiale des Sports de Boules (CMSB) war bis 2021 der internationale Dachverband für Kugelsportarten im Boule-Spiel und als solcher vom Internationalen Olympischen Komitee (IOC) anerkannt. Der Verband mit Sitz in Monte-Carlo wurde 1985 gegründet. Er wurde von der World Pétanque Bowls Federation abgelöst.

## Mitgliedsverbände
Mitgliedsverbände waren (mit Aufnahmejahr);
- Fédération Internationale de Boules (F.I.B.) (1946)
  - Boule Lyonnaise (oder Jeu National, Lyonnaise, Jeu Lyonnaise, heute offiziell Sport-Boules genannt)
- Fédération Internationale de Pétanque et Jeu Provençal (FIPJP) (1958)
  - Pétanque
  - Jeu Provençal
- Confederazione Boccistica Internationale (C.B.I.) (1982)
  - Raffa (Boccia)
- World Bowls (2003)
  - Bowls

### FIPJP
Die FIPJP war mit 558.889 Mitgliedern (Stand: Dezember 2007) der größte Verband des CMSB. In ihm waren 78 Verbände organisiert. Der größte Verband war der französische Verband (Fédération Française de Pétanque et Jeu Provençal, FFPJP) mit 362.876 Mitgliedern (Stand: Dezember 2006). Der Rest der Mitglieder hatte zusammen 215.599 Mitglieder. 1978 war das Verhältnis noch deutlicher: Frankreich hatte 375.603 Mitglieder, die restlichen 17 Mitgliedsverbände hatten zusammen 28.360 Mitglieder.
Die FIPJP richtete Pétanque-Weltmeisterschaften für Senioren, Frauen und die Jugend aus.

#### Deutschland
Der Deutsche Pétanque Verband (DPV) im Deutsche Boccia-, Boule- und Pétanque Verband (DBBPV) war mit 14.252 Sportlern der fünftstärkste Verband (Stand: Dezember 2007).

#### Schweiz
Die Fédération Suisse de Pétanque (FSP) war mit 3.427 Sportlern auf Platz 12. Er war in die folgenden Verbände gegliedert:
- Le secteur Alémanique de Pétanque (SAP)
- L’association cantonale Fribourgeoise
- L’association cantonale Genevoise
- L’association Jurassienne
- L’association cantonale Neuchâteloise
- L’association cantonale Valaisanne
- L’association vaudoise

#### Österreich
Der Österreichische Pétanque Verband (ÖPV) hatte 262 Mitglieder (2006). Er wurde 1993 gegründet.